# Vosk

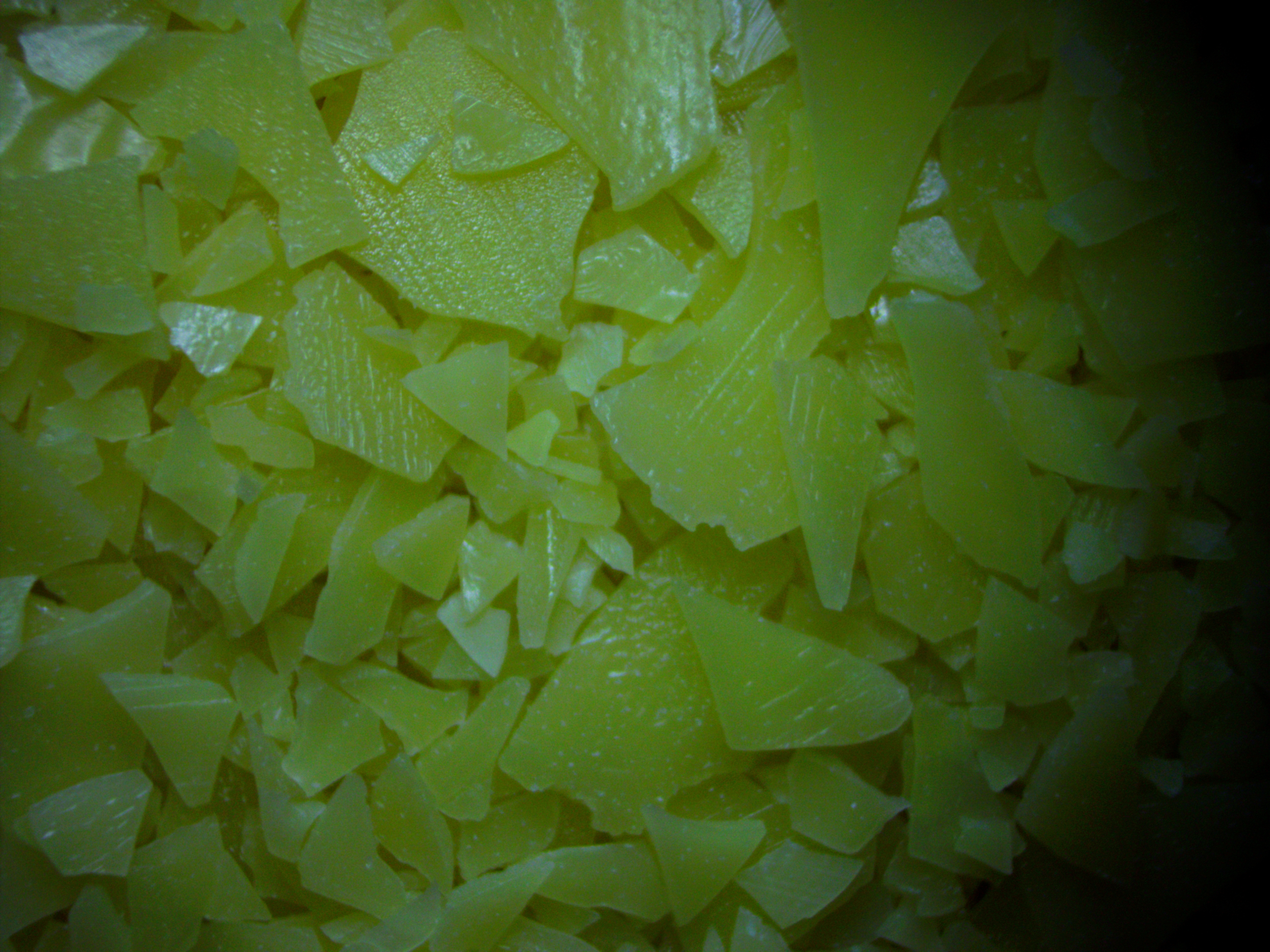
kousky karnaubského vosku

Vosky jsou estery vyšších mastných kyselin a vyšších jednofunkčních (jednosytných) alkoholů. Nejčastějšími mastnými kyselinami obsaženými ve voscích jsou kyselina palmitová, kyselina laurová, kyselina myristová či kyselina stearová, pak je doplňují další nasycené kyseliny (většinou s délkou uhlíkového řetězce C24-C30). Přirozeně se vyskytují v přírodě jak u rostlin, tak u živočichů. Vosky jsou odolné vůči hydrolýze a nepodléhají enzymatickému rozkladu, proto nejsou živočichy stravitelné. Slouží k ochraně před vysycháním i před průnikem patogenů. U rostlin je lze najít na povrchu těla (kde vytváří tenkou ochrannou vrstvu – kutikulu), u živočichů taktéž tam (obvykle ale v srsti), popřípadě jsou produkovány ke stavbě obydlí (hlavně u hmyzu).
Vosky přírodního původu kromě výše zmíněných látek obsahují spoustu příměsí dalších látek (volné karboxylové kyseliny, alkoholy, steroly atd.)

## Vlastnosti vosků
- tuhé
- nerozpustné ve vodě, rozpustné v nepolárních rozpouštědlech (benzín, chloroform,...)
- odolné vůči oxidaci a hydrolýze
- jsou hořlavé a spalují se dokonaleji než parafín

## Známé vosky
Rozdělení podle původu: živočišné, rostlinné a syntetické. Dělení podle četnosti užívání:
- včelí vosk
- čínský vosk
- lanolin
- vorvaňovina
- karnaubský (tvoří povlaky na listech brazilských palem)
- stearin - syntetický vosk, vyrobený pomocí kyseliny stearinové a Kyseliny palmitové

### Mikronizovaný vosk
Mikronizovaný vosk je vosk, jenž byl mechanickou cestou rozmělněn na částice o velikosti několika mikrometrů. Vosk může být amidového, polyethylenového, oxidovaného polyethylenového nebo polypropylenového původu. Nejvíce se mikronizované vosky uplatňují při zpracování plastů, v textilním nebo keramickém průmyslu, ale také v kovoprůmyslu a ve farmacii.

## Použití
- leštidla
- lékařství
- výroba kosmetiky
- výroba svíček
- ovocnářství: štěpařský vosk (s příměsí smůly a terpentýnu)
- konzervační činidla v truhlářství a v kožedělném průmyslu
- lyžařský vosk
- výtvarné umění:
  - Malířství: enkaustika - příměs vosku v barvách
  - sochařství: studijní přípravné modely pro odlévání reliéfů, zejména medailí, takzvaně na ztracený vosk; ceroplastika - plastické odlitky, nejčastěji miniaturní portréty
  - tmely pro restaurování keramiky, kovů aj. materiálů
- pečeti- včelí vosk byl od 17. století postupně nahrazován španělským pečetním lakem

### Dřívější užití
- voskovaný kartón a balicí papír
- pomáda na voskování vlasů a knírů[1]